# 여서항
여서항(麗瑞港, YeoSeo Fishing Port)은 전라남도 완도군 청산면 여서리, 여서도 섬에 있는 어항이다. 1991년 1월 1일 국가어항으로 지정되었으며, 관리청은 해양수산부 서해어업관리단, 시설관리자는 완도군수이다.

## 연혁
- 여서도는 신석기시대의 패총이 발견되는 등 오래전부터 사람이 살았던 섬이다. 고려 목종 때 이안사가 이곳을 지나다가 갑자기 안개에 휩싸이며, 뇌성벽력과 함께 섬하나가 솟아 올랐는데, 고려 왕조의 상서로운 조짐으로 여겨 여서도라 불렸다.[1](그러나 신석기시대 패총이 발굴된 것으로 보아 그 시대에 이미 존재했을 것으로 보이는 섬이 고려시대에 새로 생길리가 있을지 의문스럽다.)
- 여서도는 일제 강점기에는 태랑도로 불리었고 1945년 이후 '천혜의 아름다운 섬' 이란 뜻에서 여서도로 개칭되었다. 1690년 진주 강씨가 처음 들어와 정착하였다고 전해지며 완도의 다른 섬에 비해 왜적의 침입에 시달렸던 흔적이 많이 남아 있다.
- 여서항은 1992년 기본 시설에 대한 계획을 수립하면서 착공을 진행했으며 1993년 수리모형실험을 실시하고, 2000년 정비계획을 수립하면서 제10차 공사를 추진했다.[2]

## 어항구역
여서항의 어항구역은 다음과 같다.
- 수역: 여서 교회를 중심으로 반경 500m 선을 따라 형성된 공유수면[3]
- 육역: 전라남도 완도군 청산면 여서리 187-1 외 5필지(상세내역은 생략)[4]

## 주요 어종
- 전어, 멸치, 민어, 도미, 방어, 쥐치, 갈치, 문어